# Limitations de vitesse en Autriche

Panneau de limitations de vitesse à l'entrée de l'Autriche.

En Autriche (abréviation officielle : A), les limitations de vitesse sont les suivantes :
- En ville, la vitesse est limitée à 50 km/h. Il existe cependant de nombreuses zones limitées à 30 km/h
- Hors agglomération, la vitesse est limitée à 100 km/h
- Sur autoroute, la vitesse est limitée à 130 km/h. En cas de pic de pollution, la vitesse est alors limitée à 100km/h (affichage du texte « IG-L » sur les panneaux électroniques autoroutiers)

Limitations de vitesse la nuit (de 22h à 5h), sur les autoroutes A10, A12, A13 et A14 :
Pour les voitures et motos : 110 km/h
Pour les autobus : 90 km/h
Pour les poids lourds, dont le poids total est superieur à 7.5 t : 60 km/h

## Historique
L'expérience "Tempo 160" (limitation à 160 km/h sur autoroute) a été arrêtée en 2007, au nom d'une augmentation de la pollution. 
Entre le 1er août 2018 et février 2020, deux tronçons de l'autoroute A1 ont été limités à 140 km/h, le jour, de 5h à 22h, par temps sec. Lors de cette expérimentation, un gain (en l'occurrence une baisse) a été enregistré sur l'accidentalité routière selon le gestionnaire de l'autoroute ASFINAG qui déclare "dans la section test de Basse-Autriche, le nombre d’accidents corporels, seulement quatre, était significativement plus faible que les dix-sept enregistrés en 2016",. La vitesse sur ces autoroutes est ramenée à 130 km/h à la suite d'un changement de coalition faisant entrer les écologistes au pouvoir.

## Autres règles
- Alcoolémie maximale autorisée au volant : 0,5 g/L d'alcool dans le sang[réf. souhaitée] ;
- Nombreuses amendes lorsque les forces de l'ordre estiment que les conducteurs sont gênés par un objet dans le véhicule  (ex.: arbre désodorisant sur le rétroviseur intérieur)[réf. souhaitée].